# Яковлівський район (Приморський край)
Яковлівський район - муніципальний район Приморського краю Росії.
Адміністративний центр - село Яковлівка.

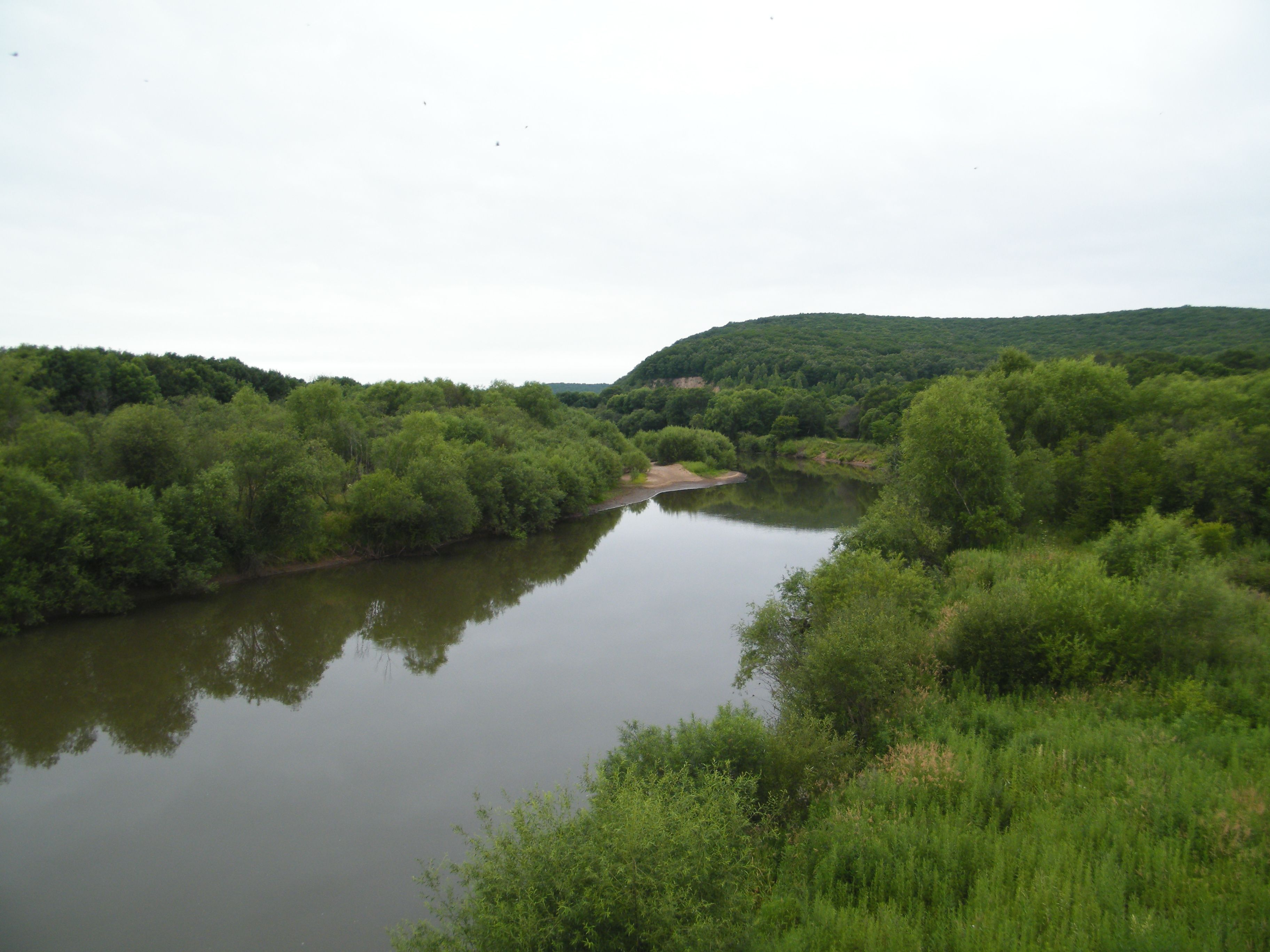
Річка Арсеньївка в Яковлівському районі

Яковлівський муніципальний район розташований в центральній частині Приморського краю. Межує на заході й південному заході з Спаським і Анучинським районами, на сході - з Чугуївським, на півночі - з Кіровським. З півдня до району примикає територія Арсеньївського міського округу. Загальна протяжність кордонів становить близько 600 км.
Загальна площа району - 2 400 км². Основні річки - Арсеньївка, Тиха, П'ятигірка та інші. За північному кордоні району протікає річка Уссурі. Ці річки мають широкі долини, обрамлені гірськими хребтами. Найнижча точка району знаходиться на півночі, на урізі р. Уссурі на висоті 98,4 м. На заході району розташований хр. Синій в якому знаходиться найвища точка хребта і всього Яковлівського району - безіменна позначка висотою 1138,1 м. Східний кордон району проходить по хр. Східний Синій, максимальні висоти по якому в межах району складають 989 м.

## Історія
Район був утворений 4 січня 1926 року, центром стало село Яковлівка.

## Економіка
- Сільське господарство
- Лісорозробки